# Bestattungsbaum

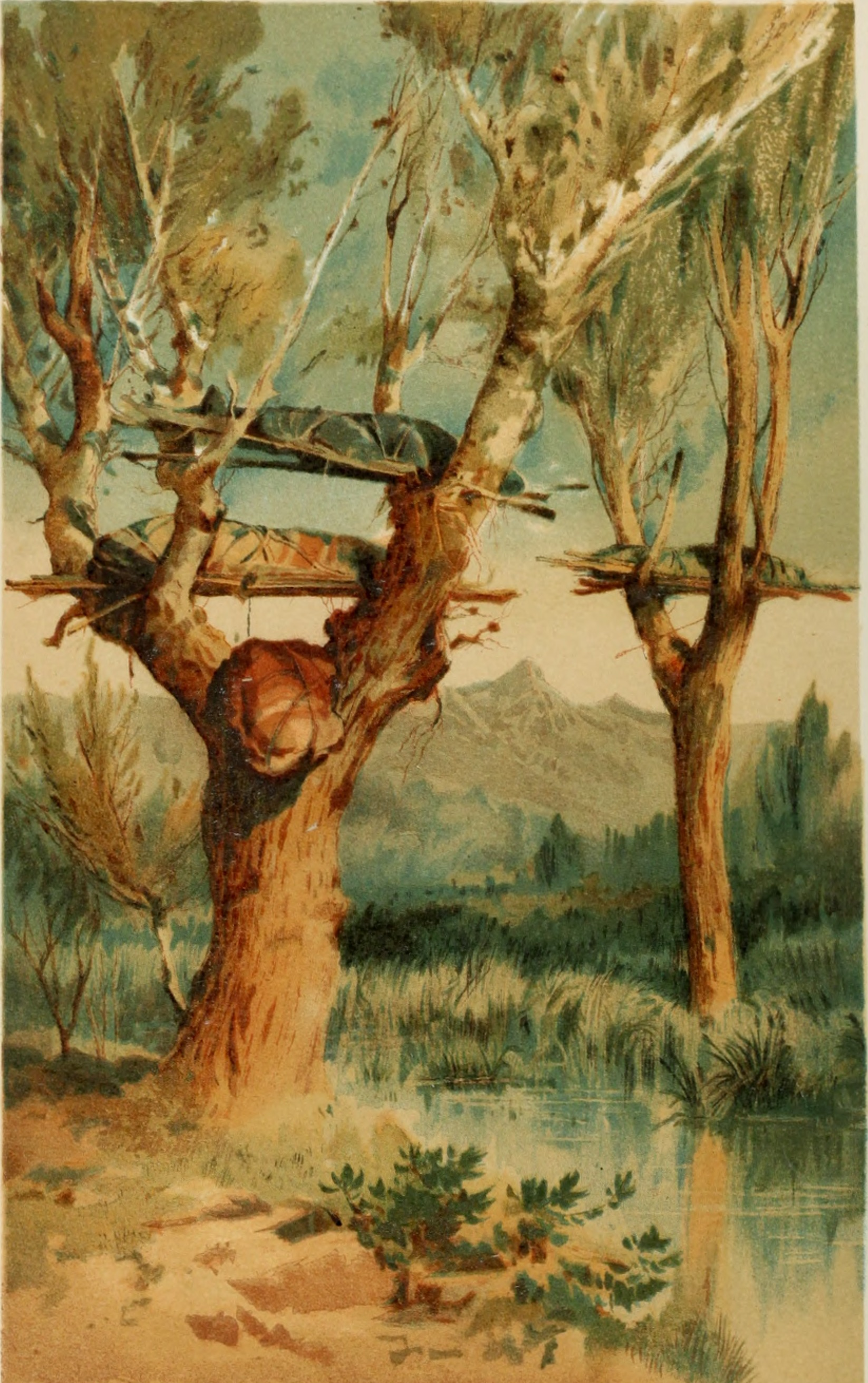
Von den Sioux als Begräbnisort genutzter Zürgelbaum, Nebraska (1881)

Ein Bestattungsbaum ist ein Baum, den einige Indigene Völker in unterschiedlichen Kulturkreisen als erhöhten Bestattungsort für vorab aufgebahrte Verstorbene nutzten.
Aufgrund der erhöhten Platzierung des Leichnams, wird im Englischen auch der Begriff „Sky Burrials“ verwendet, der sowohl die Bestattung auf Bäumen, als auch auf eigens errichteten Plattformen beinhaltet, die unter anderem in baumarmen Regionen, wie den Great Plains verbreitet waren. Um das langsame Verwesen des Körpers zu ermöglichen, war es notwendig diesen, so hoch wie möglich zu platzieren, wo kein Raubtier ihn erreichen konnte.

## Verbreitung

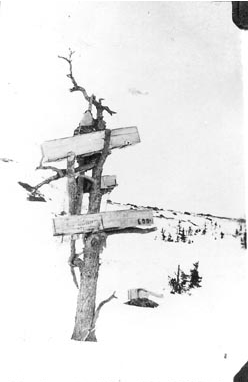
Bestattungbaum kanadischer Inuit, Rivière aux Feuilles, Quebec, ca. 1930

Die auch als Baumbestattung bezeichneten Begräbnisse werden insbesondere mit den indigenen Völkern Nordamerikas in Verbindung gebracht, sowie mit einigen der in Australien ansässigen Aborigines, der balinesischen Volksgruppe „Bali Aga“ und den in Indien vertretenen Volksgruppen der Naga.
Auch bei den im kanadischen British Columbia ansässigen Kwakwaka'wakw wurde, um 1920, die Verwendung von Bestattungsbäumen dokumentiert, in denen die Särge Verstorbener befestigt wurden.

## Vorgehensweise

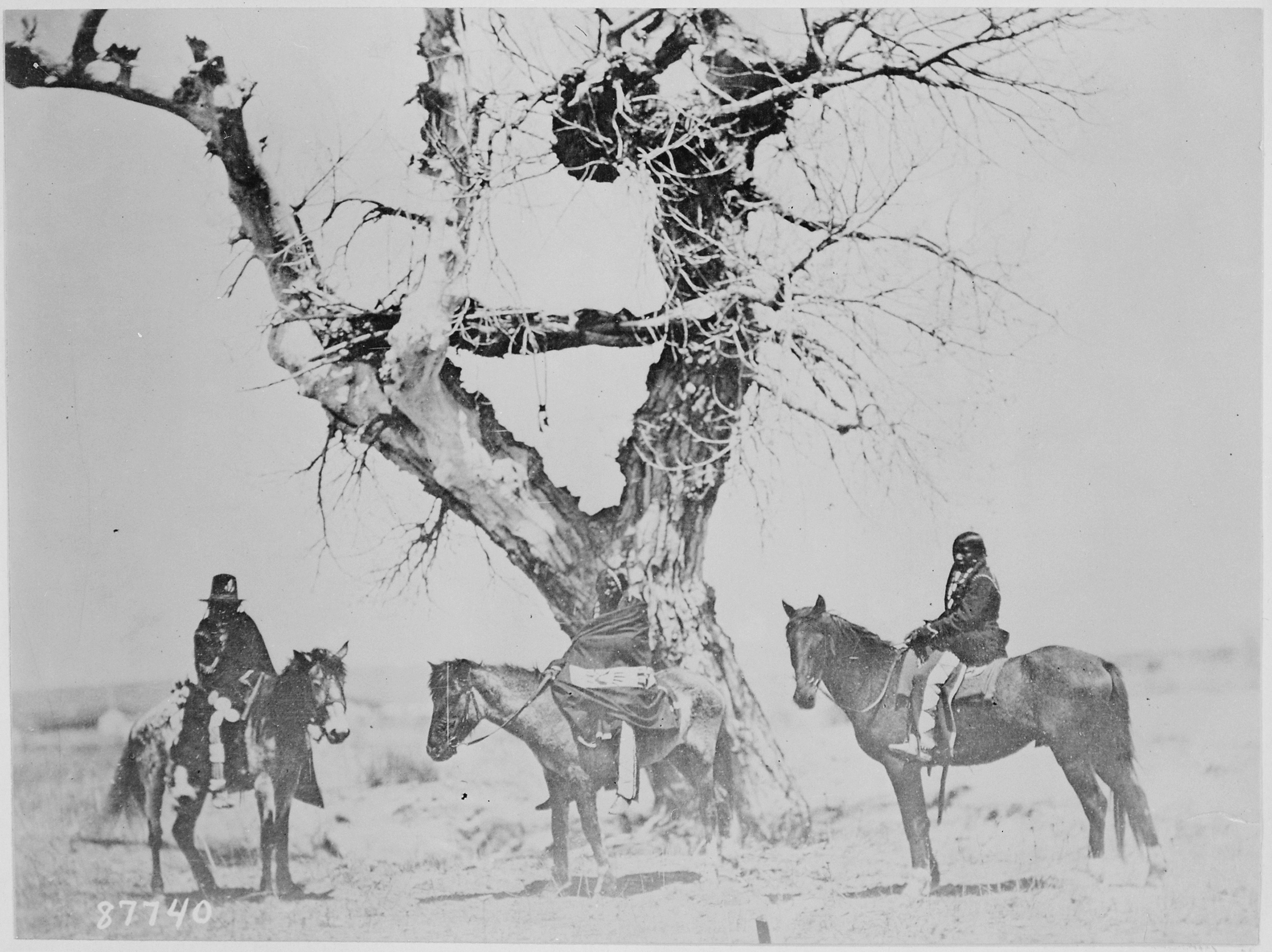
Sioux bei einer Baumbestattung in Wyoming (1947)

Die Sioux zogen ihren Verstorbenen vor der Baumbestattung ihre beste Kleidung an und wickelten sie dann in gegerbtes Wildleder (oft vom Hirsch oder Büffel), die sorgfältig zugenäht wurde. Um die angestrebte Höhe von etwa 2,5 Metern zu erreichen wurden entsprechende Bäume ausgewählt, oder ersatzweise spezielle Plattformen errichtet.
Wenn bei den nordamerikanischen Assiniboine ein Krieger bestattet wurde, so richtete man seine Füße in Richtung Süden aus und platzierte den Körper so, dass der Kopf leicht erhöht war.

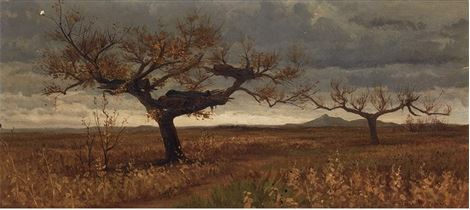
Bestattungsbaum der Indigenen in Dakota auf einem Gemälde von Frank Waller, 1885

## Verbot
Christliche Missionare betrachteten Begräbnisbäume als unzivilisiert und abstoßend und sorgten daher, unter anderem in den USA, an vielen Orten für ein Verbot dieser Art von Bestattung.

## Kambodscha
In der kambodschanischen Provinz Battambang hatten die Menschen am die Tonle Sap erst in den 1950er oder 1960er Jahren damit begonnen, ihre Toten, während der Regenzeit auf Bäumen zwischenzulagern. So sollte auch bei Überflutungen sichergestellt werden, dass die Leichen nicht im Wasser lagen. Nach Ende der Regenzeit wurden die Särge dann aus den Bäumen entfernt und im Krematorium verbrannt. Durch Fotos und Videos, welche von Touristen von den Särgen in den Bäumen unweit des Dorfes Prek Toal  gemacht haben, wurden die Behörden aufmerksam. Vorher gaben sie noch zu Protokoll, dass die verwendeten Särge untypisch für die Region seien und vermutlich aus Vietnam stammten.